# La Nucia
La Nucia (spanisch La Nucía) ist eine Gemeinde in der Comunitat Valenciana, Spanien. Sie befindet sich in der Provinz Alicante und hat 18.783 Einwohner (Stand: 2024).

## Geographie
La Nucia liegt in einem Tal zwischen Benidorm und Callosa de Ensarriá, rund acht Kilometer von Benidorm und damit der Küste entfernt. Der Ort liegt auf einer Landzunge mit einem Blick auf das Mittelmeer, 51 km nördlich von Alicante.
Die Gemeinde La Nucia grenzt an die Städte Benidorm, Altea, Callosa de Ensarriá, Polop und Alfaz del Pi.
La Nucía ist über die neue vierspurige CV-70 aus Benidorm zu erreichen.

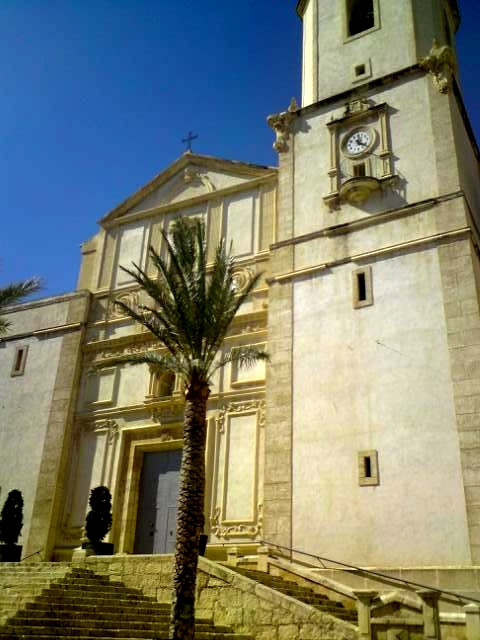
Kirche in La Nucia

## Ortsteile
La Nucia besteht aus dem ursprünglichen Ortskern sowie mehr als 24 peripheren Neubausiedlungen (urbanizaciones): Panorama, Varadero, Floriana, Holiday Club, Finca Martina, Las Ruedas, Arcos Este, La Torre, Arcos Norte, Sol Saliente, Venta del Aire, San Rafael, Barranc Fondo, Nucia Park, Entrepinos, Patrax, El Valle, Montebello, El Torrent, Puerto Azul, Maylan, Azagador, Los Rosales, La Colina und El Tossal.

## Geschichte
Der Name der Stadt stammt aus dem Arabischen und lautete Naziha, was so viel bedeutet wie „lieblich“. Zu Beginn des 17. Jahrhunderts gehörte sie zum Baron Alfonso Fajardo von Benidorm. La Nucia wurde 1705 eine unabhängige Gemeinde.

## Bevölkerungsentwicklung und Wirtschaft
La Nucias Einnahmequelle war lange Zeit die Landwirtschaft, die auf dem Anbau von Mandel- und Olivenbäumen sowie Zitrusfrüchten beruhte. Heute findet man auch in größerem Umfang Kakipflanzungen.
Die Einwohnerzahl stagnierte über viele Jahrzehnte, wobei sie in Folge des Spanischen Bürgerkrieges rückläufig war und noch bis in die 1980er Jahre kaum Wachstum aufwies. Ein deutlicher Anstieg der Einwohnerzahl ist erst ab 2000 feststellbar. Dieser Anstieg ist durch die touristische Entwicklung La Nucias zu erklären. Da die Gemeinde nicht unmittelbar an der Mittelmeerküste liegt, fand die touristische Erschließung erst spät statt. La Nucia setzt dabei stark auf sportliche Aktivitäten.
|                    | 2021   | 2011   | 2001  | 1991  | 1981  | 1970  | 1960  | 1950  | 1940  | 1930  | 1920  | 1910  | 1900  | 1881  | 8177  | 1860  | 1842  |
| ------------------ | ------ | ------ | ----- | ----- | ----- | ----- | ----- | ----- | ----- | ----- | ----- | ----- | ----- | ----- | ----- | ----- | ----- |
| Einwohnerzahl      | 18.180 | 17.096 | 6.587 | 6.078 | 3.426 | 2.031 | 1.452 | 1.493 | 1.839 | 2.548 | 2.492 | 2.461 | 2.158 | 2.234 | 2.297 | 2.151 | 1.998 |
| Zahl der Haushalte | 6.618  | 6.625  | 2.697 | 2.445 | 1.239 | 640   | 462   | 536   | 523   | 675   | 627   | 589   | 538   | 570   | 572   | 532   | 615   |